# 飯倉貞造
飯倉 貞造（いいぐら ていぞう、1886年（明治19年）11月23日 - 1970年（昭和45年）4月20日）は、日本の海軍軍人。海軍航空草創期の搭乗員で、第一次世界大戦において展開された日本海軍初の航空作戦に参戦した一人である。最終階級は海軍少将。

## 生涯

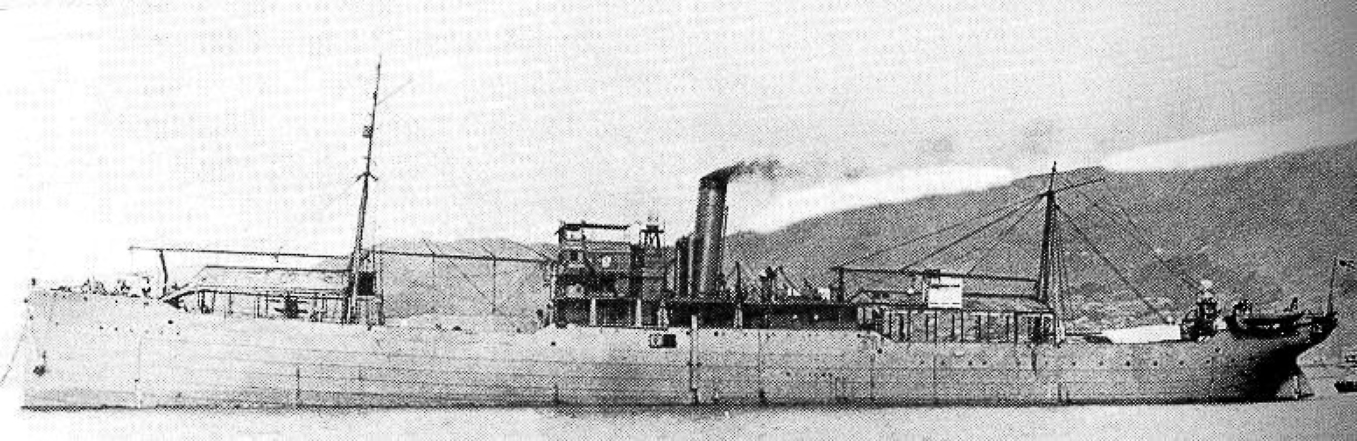
飯倉らが乗組んだ若宮丸

千葉県出身。海軍兵学校37期。37期の入校試験は3200名以上の志願者を集め、合格者は180名である。飯倉は席次53番で入校し、卒業時は179名中29番であった。｢宗谷｣（鈴木貫太郎艦長）乗組みとして遠洋航海に参加。「宗谷」乗組み候補生の先任者は井上成美で、他の候補生に武部鷹雄がいた。
艦船乗組み、術科学校の普通科学生として少尉時代を過ごす。その末期である1912年（大正元年）10月に井上二三雄ら4名の操縦練習将校1期生の搭乗員養成が始まった。11月には仏国、米国から帰国した金子養三、河野三吉の海軍初飛行が行われる。飯倉は操縦練習将校3期生となり操縦技術を習得した。武部、馬越喜七も3期生である。
第一次世界大戦

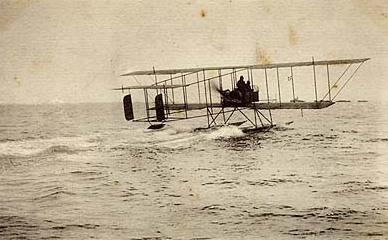
飯倉らが搭乗したファルマン水上機

1914年（大正3年）、第一次世界大戦が勃発し海軍は青島攻略戦に航空部隊の投入を決定。飯倉は"航空機母艦"「若宮丸」乗組みとして金子、和田秀穂（2期生）、武部らと先発隊に選ばれ出陣した。9月5日には金子、和田、武部らの初出撃が行われ、その翌日、飯倉は和田機の偵察員として出撃した。13日は操縦員として武部と、14日には武部とともに和田機の偵察員として出撃、27日には武部機の偵察員として機雷捜索飛行を実施し、9月29日は山田忠治機の偵察員、翌月29日には操縦員として単独偵察攻撃を行った。
欧米出張
1916年（大正5年）に最初の海軍航空隊である横須賀海軍航空隊が開設され、飯倉は教官として材料強弱学の講義を担当した。この際機体構造を担当したのが馬越である。海軍大学校選科学生を経て、1917年（大正6年）12月に英国、仏国、伊国、米国出張を命じられ、1920年（大正9年）4月に帰国する。この間、英国航空軍の航空機研究機関に関する報告や、陸海軍から独立した空軍創設の必要性を唱えた報告を行った。
その後
センピル教育団による教習が終了し、1922年（大正11年）11月1日に霞ヶ浦海軍航空隊が開隊する。同隊は航空術の研究、教育が主目的とされ、飯倉はその初代飛行長で教官を兼務した。艦政本部第二部部員兼海軍大学校教官を経て、1927年（昭和2年）には米国出張。航空本部や軍令部出仕、横須賀海軍工廠航空機実験部部員、造兵監督官などを経て1932年（昭和7年）12月、大佐へ進級。佐世保海軍工廠、広海軍工廠、航空工廠の各航空機部長を計4年弱務め、1938年（昭和13年）11月少将へ昇進。翌月予備役編入となった。
海兵、操縦練習将校とも同期生であった二人、第一次世界大戦で共に出撃した武部鷹雄は中尉時代に殉職し、馬越喜七は横廠式水上偵察機の開発に成功したが、昭和初期に死去している。飯倉の妻は両角三郎の三女。
戦後の1947年（昭和22年）11月28日、公職追放の仮指定を受けた。

## 栄典
- 1916年（大正5年）1月21日 - 正七位[14]